# Chaire d'égyptologie à l'université d'Oxford
La chaire d'égyptologie à l'université d'Oxford a été créée en 1924. Le poste est associé à une bourse au Queen's College.

## Titulaires
- Francis Llewellyn Griffith, de 1924 à 1932
- Battiscombe George Gunn, de 1934 à 1950
- Jaroslav Černý de 1951 à 1965
- John Barns, de 1965 à 1974
- John R. Baines, de 1976 à aujourd'hui